# (472231) 2014 FU71
(472231) 2014 FU71, também escrito como (472231) 2014 FU71, é um objeto transnetuniano que está localizado no Cinturão de Kuiper, uma região do Sistema Solar. Ele possui uma magnitude absoluta de 5,6 e tem um diâmetro estimado com cerca de 209 km. O astrônomo Mike Brown lista este corpo celeste em sua página na internet como um candidato a possível planeta anão.

## Descoberta
(472231) 2014 FU71 foi descoberto no dia 28 de março de 2014.

## Órbita
A órbita de (472231) 2014 FU71 tem uma excentricidade de 0,088 e possui um semieixo maior de 43,769 UA. O seu periélio leva o mesmo a uma distância de 39,936 UA em relação ao Sol e seu afélio a 47,603 UA.